# Jörg Michael Herrmann
Jörg Michael Herrmann (* 1944 in Jugenheim; † 18. Juli 2010 in Freiburg im Breisgau) war ein deutscher Arzt, der insbesondere zur Psychophysiologie der arteriellen Hypertonie forschte.

## Leben und Wirken
Jörg Michael Herrmann studierte in den 1960er Jahren Medizin in Berlin. Zu dieser Zeit inspirierte ihn besonders Thure von Uexkülls 1963 erschienene Arbeit zu Grundfragen der Psychosomatischen Medizin. 1972 bis 1976 konnte er an dem durch Thure von Uexküll geleiteten Zentrum für Innere Medizin und Kinderheilkunde der Universität Ulm eine internistische Weiterbildung erlangen. 1979 bis 1982 war er erster Oberarzt in dem durch Rolf H. Adler geleiteten Zentrum für Geriatrie und Rehabilitation im C. L. Lory-Haus am Inselspital in Bern.
1982 wurde er auf eine C2-Professur der Abteilung Psychosomatik des Zentrums für Innere Medizin der Universität Ulm berufen. In seiner Habilitation beschrieb er Psychosomatische Aspekte der essentiellen Hypertonie. 1983 bis 1987 war er als geschäftsführender Oberarzt in Ulm verantwortlich für die Arbeitsgruppe der Hochdruckambulanz.
1987 ernannte die Landesversicherungsanstalt Württemberg Jörg Michael Herrmann zum Leitenden Arzt der Rehaklinik Glotterbad.

### Arbeitsschwerpunkte
An dem durch Thure von Uexküll 1979 mit der ersten Auflage gestarteten Lehrbuchprojekt Psychosomatische Medizin beteiligte sich Jörg Michael Herrmann als Mitherausgeber bis zur sechsten Auflage 2003. Dabei betreute er die Arbeitsschwerpunkte: 
- Psychophysiologie
- Funktionelles kardiovaskuläres Syndrom
- Hyperventilationssyndrom
- Essentielle Hypertonie
- Fibromyalgie
- Diabetes mellitus
- Infektionskrankheiten

### Funktionen und Mitgliedschaften
- 1985 bis 1987 war er Vorsitzender der Unterrichtskommission der Fakultät für Klinische Medizin der Universität Ulm. Viele heutige Reformstudiengänge greifen Ideen diese Ulmer Arbeitsgruppe wieder auf.
- 1993 wurde er in das Kuratorium des Deutschen Kollegiums für Psychosomatische Medizin (DKPM) und in das Kuratorium der Hans-Roemer-Stiftung berufen.[2]
- Er war Lehrbeauftragter der deutschen Liga zur Bekämpfung des hohen Blutdrucks. Für die Deutsche Hochdruckliga leitete er viele Jahre die Kommission öffentliche Gesundheit.
- Er war Clinical Hypertension Specialist der European Society of Hypertension (ESH) und Hypertensiologe DHL der deutschen Hochdruckliga.

## Werke (Auswahl)
- Zusammen mit Andreas Radvila: Serie: Funktionelle Störungen – Funktionelle Atemstörungen – Das Hyperventilationssyndrom. In: Deutsches Ärzteblatt 38 (H 11) (1999) (Digitalisat)
  - Funktionelle Atemstörungen. Das Hyperventilationssyndrom: Schlusswort. In: Deutsches Ärzteblatt 38 (H 96) (1999) (Digitalisat)